# Necrophila americana
Necrophila americana is een keversoort uit de familie aaskevers (Silphidae). De wetenschappelijke naam van de soort werd in 1758 als Silpha americana gepubliceerd door Carl Linnaeus.

## Kenmerken
Deze bruine kever heeft een plat, breed lichaam met knobbelige dekschilden en een kleine kop met knotsvormige antennen. Het halsschild heeft een lichte rand.

## Leefwijze
Deze kever wordt aangetrokken door de geur van kadavers en voedt zich met het vlees daarvan. Het dier legt er ook zijn eieren, zodat de larven direct kunnen beginnen met eten.

## Verspreiding
Deze soort komt voor in Noord-Amerika.